# 斯特潘·班德拉
斯捷潘·安德里約維奇·班德拉（烏克蘭語：Степан Андрійович Бандера，羅馬化：Stepan Andriiovych Bandera，發音：[steˈpɑn ɐnˈd⁽ʲ⁾r⁽ʲ⁾ijoʋɪt͡ʃ bɐnˈdɛrɐ]；1909年1月1日—1959年10月15日），乌克兰极右翼政治人物，西乌克兰民族主义运动和乌克兰民族主义者组织的领导人。其父安德里·班德拉為烏克蘭希臘禮天主教會神職人員，在俄国内战期間曾領導各類反共武裝，最后被蘇聯國家機器處決，而他兩個姊妹亦因此被發配到西伯利亞。
在其活跃时期，乌克兰民族主义者组织分裂为两个派别：温和派（由梅利尼克领导）及激进派（由班杰拉领导，又称革命派）。在班杰拉領導下，激进派于1941年6月30日在利沃夫发表了《乌克兰國独立宣言》，此後並一度與納粹德國展開合作。二戰期間，班杰拉曾一度為納粹德國俘虜並關押在集中營，後來又被釋放，以對抗蘇聯入侵。1959年10月15日，班杰拉在西德慕尼黑被克格勃特工暗杀身亡。
班杰拉在乌克兰仍然是一个极具争议的人物，一些乌克兰人称赞他是解放者，因班德拉在试图建立独立的乌克兰的同时与苏联、波蘭和納粹德國作战，而其他乌克兰人以及一些波兰人则谴责他是一个法西斯分子和战犯，是納粹的幫凶，他与他的追随者一起对波兰平民的屠杀和在乌克兰對猶太人的迫害负有部分责任。

## 早年

### 童年
1909年1月1日，班杰拉出生于曾经属于奥匈帝国的舊烏赫里尼夫村，目前属于乌克兰西部的伊凡諾-法蘭科夫斯克州。其父是天主教神职人员，在1917-1920年间曾领导各类反共武装，后来被击毙，而他两个姊妹也被发配到西伯利亚。俄国内战之后，他所在的家乡划归波兰。1922年，其母亲死于喉结核。

### 教育
1922年（一说1923年），班杰拉加入了乌克兰民族青年联盟。当他从高中毕业时曾计划前往捷克斯洛伐克的乌克兰技术与经济学院就读，但碍于波兰政府未批准发予证件而未能成行。
1928年，班杰拉在利沃夫综合技术学院报名参与了农艺学课程 ——少数几个向乌克兰人开放的课程之一。
1929年加入由科纳瓦列茨创建的乌克兰民族主义者组织。在该组织无法成为波兰合法党派的情况下，班杰拉开始领导青年小组，进行军事培训和爆炸物制造，并进行暗杀等颠覆活动。

## 政治活动

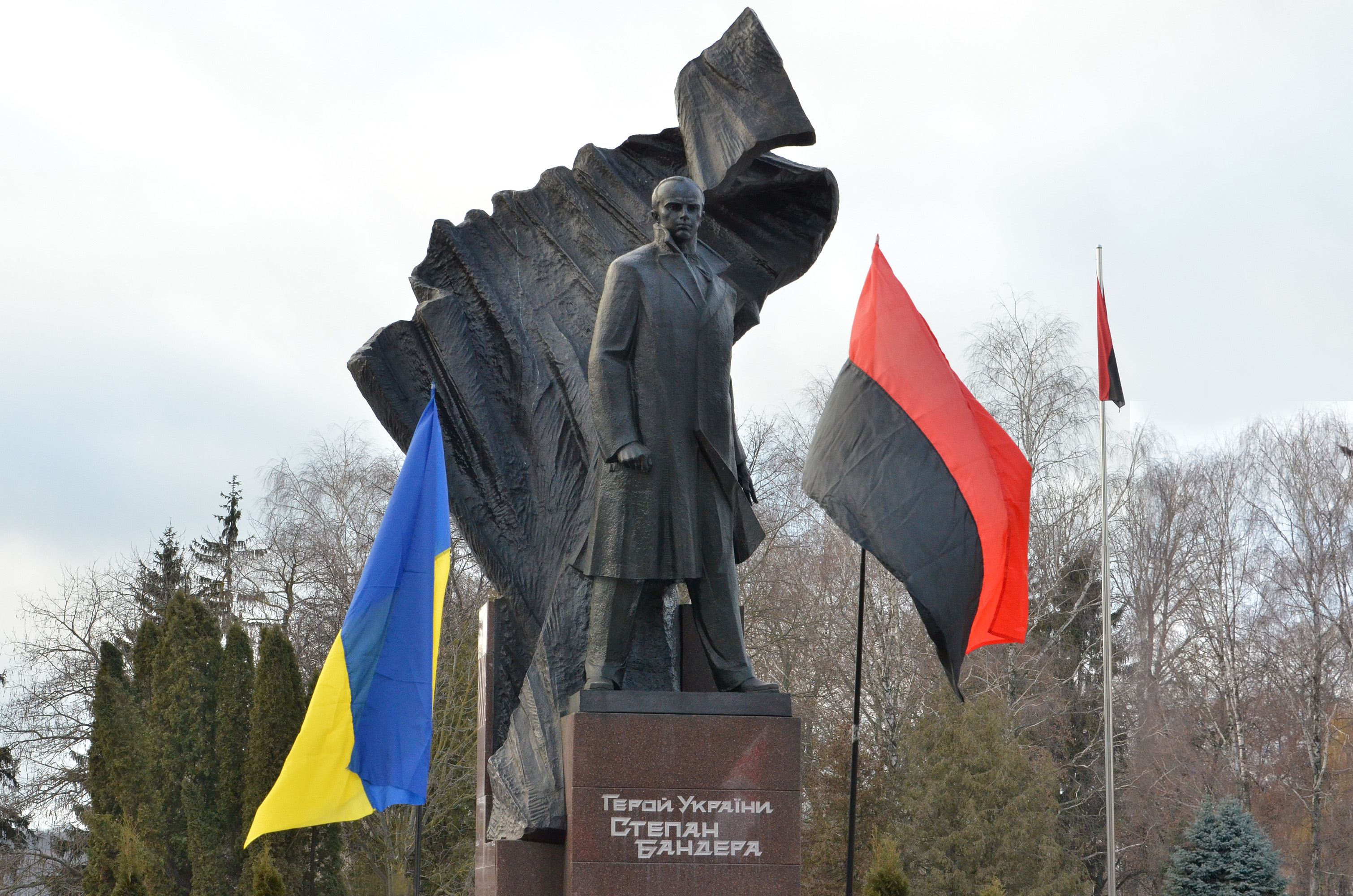
特諾皮爾班德拉紀念碑

### 早期
无论是在高中还是大学，班杰拉都曾参与了不少乌克兰的民族主义组织：青年联盟、自由乌克兰联盟、还有乌克兰民族主义者组织。该组织是这些组织中最为活跃的，领导人为米里尼克。
由于其坚定的个性，其在这些组织中的地位都快速攀升。在1931年，他成为了乌克兰民族主义者组织的总宣传官员，1932至1933年担任该组织加利西亚地区副指挥官，到了1933年6月成为了该组织加利西亚地区首脑。
班杰拉认为建立国家十分重要，因此，他注重在西乌克兰各阶层中争取支持。到了1930年前后，他积极地在乌克兰各地发展乌克兰民族主义组织。

### 乌克兰民族主义者组织
在担任乌克兰民族主义者组织加利西亚地区首脑期间，他开拓了西乌克兰组织网络以对抗波兰和苏联。为了阻止波兰人的强征暴敛，班杰拉指挥该组织直接对抗主导了反乌政策的波兰官员。反抗行动包括抵制波兰对烟草和酒品的垄断，抵制对乌克兰青年的民族同化。1934年，他在利沃夫被捕，两次受审：一次是关于刺杀内务部部长的阴谋，另一次则是一次对该组织重要官员们的集体审判。班德拉被判处了死刑。之后，其被减刑，改为终生监禁。1938年有部分其追随者尝试将其救出，但是失败。
1939年9月他离开监狱，但似乎既不是被波兰人释放的，也不是后来接管监狱的乌克兰人或苏联人释放的。很快，波兰东部落入苏联手中。班杰拉去了克拉科夫，也就是当时波兰总督府所在地。在克拉科夫，他与米里尼克做了接触。在1940年，两人分歧过大，导致组织分裂为温和派和激进派。激进派在德军中寻求支持，而温和派则在波兰德占区的各党派间建立关系。1939年11月，大约800名乌克兰民族主义者前往德国国防军情报局的训练营接受训练。12月初，班杰拉未与米里尼克商议便密令信使进入利沃夫，通知当地的组织成员准备暴动。然而，信使被内务人民委员会截获，命令未能被传达。在1940年秋班杰拉又做了一次尝试，但还是失败。

### 机动队
在发表《乌克兰国独立宣言》之前，班杰拉便已组织了“机动队”。“机动队”由5至15人组成，计划在德军进军东乌克兰后前往该地区争取当地对激进派的支持，并建立由激进派成员领导的执政机构。总计有约7000人加入了机动队，而他们在知识分子中争取到了大量支持者。

### 与纳粹德国的关系
在巴巴罗萨计划开始之前，乌克兰民族主义者组织积极地与纳粹合作。纳粹曾提供250万德国马克以支持该组织在苏联的破坏活动。在《乌克兰国独立宣言》中也有说到“（本国）将与纳粹德国紧密合作，在阿道夫·希特勒的领导下共同建立欧洲和世界的新秩序”
但1941年7月5日，班杰拉被纳粹逮捕并送往柏林。12日乌克兰国的总统也被逮捕。14日，两人双双被释放，但是被软禁在柏林。双方关系顿时紧张起来。组织其他高层在商议后决定准备武装对抗纳粹。之后，乌克兰反抗军成立。
1942年1月，班杰拉被送往萨克森豪森集中营的特殊营区。这里关押的都是那些声名显赫的政治犯。1944年9月，为使他带领乌克兰人对抗步步紧逼的苏联，纳粹释放了班杰拉。班杰拉将总部设在柏林。激进派和乌克兰反抗军所需的军备、受过敌后行动和情报活动训练的德军士兵和特工由德军空运过去。

## 死亡
1959年10月15日，班德拉突然在慕尼黑病倒并迅即死去，尸检结果表明班德拉死于山埃毒氣。20日，班德拉在慕尼黑森林墓地下葬。
两年后，1961年11月17日，西德司法机关宣布班德拉死于最近才刚叛逃的KGB成员博赫丹·斯塔申斯基之手，他是根据赫鲁晓夫和时任克格勃主席亚历山大·谢列平的指令行事的。1962年10月8日至15日，在经过详尽调查后，法院对施塔辛斯基进行了审判。19日宣判其有期徒刑8年。
斯塔辛斯基早些時候曾以類似手段暗殺了班德拉的同事列夫·雷貝特（Lev Rebet）。

## 榮譽
班德拉殉難以後，被烏克蘭一部分人讚譽為「民族英雄」。2010年1月22日，即将离任的乌克兰总统維克多·尤先科授予班杰拉「烏克蘭英雄」稱号，此舉為欧洲议会、俄罗斯、波兰和犹太政治家和组织等方面所谴责。此後，新任总统維克多·亞努科維奇宣布该稱号為非法，因为班德拉从来不是乌克兰公民——这是获得该稱号的必要规定。2011年1月，该稱号被正式废除。2019年8月，乌克兰议会再次否决了向班杰拉授予榮譽稱號的提议。此外，烏克蘭各地（尤其是出生地西部）都有關於他的紀念碑與銅像。

## 進一步閱讀
- （英文） Motyka, Grzegorz. . Warsaw: RYTM. 2006. ISBN 83-7399-163-8 （波兰语）.
- （英文） Rossoliński-Liebe, Grzegorz. . Ibidem-Verlag. 2014. ISBN 978-3-8382-0604-2 （英语）.